# Монза (Вологодская область)
Монза — посёлок в Грязовецком районе Вологодской области.
Входит в состав Вохтожского муниципального образования, с точки зрения административно-территориального деления — в Вохтогский сельсовет. До 2004 года входил в состав Демьяновского сельсовета.
Расстояние до районного центра Грязовца по автодороге — 73 км, до центра муниципального образования Вохтоги по прямой — 14 км. Ближайшие населённые пункты — 18 км, Липихино, Каменка.

## История
В 1966 г. указом президиума ВС РСФСР посёлок 16 километр переименован в Монза.

## Население
| 2010 |
| ---- |
| 10   |